# Мужская волейбольная Евролига 2013
10-й розыгрыш мужской волейбольной Евролиги — международного турнира по волейболу среди мужских национальных сборных стран-членов ЕКВ — проходил с 13 июня по 14 июля 2013 года с участием 12 команд. Финальный этап был проведён в Мармарис (Турция). Победителем турнира во второй раз в своей истории стала сборная Бельгии.

## Команды-участницы
Австрия 

 Беларусь 

 Бельгия 

 Венгрия 

 Дания 

 Израиль 

 Испания 

 Словакия 

 Турция 

 Хорватия 

 Черногория 

 Чехия

## Система проведения розыгрыша
Соревнования состояли из предварительного и финального этапов. На предварительном этапе 12 команд-участниц были разбиты на три группы. В группах команды играли по туровой системе. В финальный этап вышли победители групповых турниров и Турция (хозяин финала). Финальный этап проводился по системе плей-офф в формате «финала четырёх» (два полуфинала и два финала — за 3-е и 1-е места).
Был опробован новый формат проведения матчей: партии (кроме пятой) продолжались не до 25, а до 21 очка с одним вместо двух технических тайм-аутов (при наборе одной из команд 12 очков).
За победы со счётом 3:0 и 3:1 команды получали по 3 очка, за победы 3:2 — по 2 очка, за поражения 2:3 — по 1 очку, за поражения 0:3 и 1:3 очки не начислялись.

## Предварительный этап
В колонках В (выигрыши) в скобках указано число побед со счётом 3:2, в колонке П (поражения) — поражений со счётом 2:3.

### Группа А
| М | Команда  | 1               | 2               | 3               | 4               | И  | В      | П      | С/П   | О  |
| - | -------- | --------------- | --------------- | --------------- | --------------- | -- | ------ | ------ | ----- | -- |
| 1 | Бельгия  |                 | 3:0 3:1 3:1 3:1 | 3:2 3:2 3:0 3:0 | 3:0 3:0         | 12 | 12 (2) | 0 (0)  | 36:7  | 34 |
| 2 | Словакия | 0:3 1:3 1:3 1:3 |                 | 1:3 1:3 3:1 3:0 | 3:0 3:1         | 12 | 6 (0)  | 6 (0)  | 23:21 | 18 |
| 3 | Австрия  | 2:3 2:3 0:3 0:3 | 3:1 3:1 1:3 0:3 |                 | 0:3 1:3 3:0 3:1 | 12 | 4 (0)  | 8 (2)  | 18:27 | 14 |
| 4 | Дания.   | 0:3 0:3         | 0:3 1:3         | 3:0 3:1 0:3 1:3 |                 | 12 | 2 (0)  | 10 (0) | 9:31  | 6  |

1-й тур. 13—15 июня 2013.  Вена.
13 июня. Дания - Словакия 0:3 (15:21, 19:21, 16:21); Бельгия – Австрия 3:2 (15:21, 21:14, 16:21, 21:15, 15:11).
14 июня. Австрия – Словакия 3:1 (24:22, 15:21, 21:18, 21:19); Бельгия – Дания 3:0 (21:16, 22:20, 21:19).
15 июня. Австрия – Дания 0:3 (16:21, 17: 21, 30:32); Словакия – Бельгия 0:3 (12:21, 12:21, 20:22).
2-й тур. 20—22 июня 2013.  Слагельсе.
20 июня. Словакия – Австрия 1:3 (21:13, 18:21, 17:21, 19:21); Бельгия – Дания 3:0 (21:17, 21:18, 21:16).
21 июня. Австрия – Бельгия 2:3 (14:21, 21:19, 21:17, 14:21, 15:17); Дания – Словакия 1:3 (14:21, 23:25, 21:19, 12:21).
22 июня. Бельгия – Словакия 3:1 (18:21, 22:20, 21:17, 21:17); Дания – Австрия 3:1 (21:15, 14:21, 21:15, 21:17).
3-й тур. 28—30 июня 2013.  Дёрне.
28 июня. Дания – Австрия 0:3 (20:22, 18: 21, 19:21); Бельгия – Словакия 3:1 (25:23, 17:21, 21:19, 21:18).
29 июня. Австрия – Словакия 1:3 (21:16, 14:21, 19:21, 16:21); Дания – Бельгия 0:3 (20:22, 13:21, 17:21).
30 июня. Словакия – Дания 3:0 (21:10, 21:15, 21:18); Австрия – Бельгия 0:3 (25:27, 16:21, 13:21).
4-й тур. 4—6 июля 2013.  Нитра.
4 июля. Дания – Бельгия 0:3 (16:21, 12:21, 10:21); Словакия – Австрия 3:0 (21:18, 21:14, 21:18).
5 июля. Бельгия – Австрия 3:0 (23:21, 21:15, 21:18); Словакия – Дания 3:1 (21:10, 19:21, 21:13, 21:13).
6 июля. Австрия – Дания 3:1 (22:20, 26:24, 18:21, 24:22); Бельгия – Словакия 3:1 (23:25, 21:10, 21:14, 21:18).

### Группа В
| М | Команда    | 1               | 2               | 3               | 4               | И  | В     | П      | С/П   | О  |
| - | ---------- | --------------- | --------------- | --------------- | --------------- | -- | ----- | ------ | ----- | -- |
| 1 | Чехия      |                 | 3:1 3:1 2:3 2:3 | 3:1 3:2 1:3 3:2 | 3:1 3:0 3:1 3:1 | 12 | 9 (2) | 3 (2)  | 32:19 | 27 |
| 2 | Черногория | 1:3 1:3 3:2 3:2 |                 | 3:1 3:2 1:3 3:1 | 3:0 3:0         | 12 | 9 (3) | 3 (0)  | 30:17 | 24 |
| 3 | Испания    | 1:3 2:3 3:1 2:3 | 1:3 2:3 3:1 1:3 |                 | 3:1 3:2 3:0 3:1 | 12 | 6 (1) | 6 (3)  | 27:24 | 20 |
| 4 | Венгрия    | 2:3 0:3 0:3     | 0:3 0:3         | 1:3 2:3 0:3 1:3 |                 | 12 | 0 (0) | 12 (1) | 7:36  | 1  |

1-й тур. 15—17 июня 2013.  Кечкемет.
15 июня. Испания – Чехия 1:3 (16:21, 21:17, 19:21, 18:21); Венгрия – Черногория 0:3 (13:21, 15:21, 21:23).
16 июня. Чехия – Черногория 3:1 (15:21, 21:15, 22:20, 21:19); Венгрия – Испания 1:3 (24:22, 14:21, 17:21, 16:21).
17 июня. Черногория – Испания 3:1 (21:19, 21:19, 22:24, 21:19); Чехия – Венгрия 3:1 (17:21, 21:17, 21:18, 21:16).
2-й тур. 21—23 июня.  Барселона.
21 июня. Венгрия – Чехия 0:3 (15:21, 20:22, 15:21); Испания – Черногория 2:3 (17:21, 21:14, 20:22, 22:20, 8:15).
22 июня. Чехия – Черногория 3:1 (16:21, 21:14, 21:14, 21:17); Испания –Венгрия 3:2 (21:17, 21:19, 19:21, 20:22, 15:13).
23 июня. Черногория – Венгрия 3:0 (21:12, 21:16, 21:17); Чехия – Испания 3:2 (21:18, 21:12, 20:22, 16:21, 15:13).
3-й тур. 28—30 июня.  Подгорица.
28 июня. Чехия – Испания 1:3 (30:28, 11:21, 17:21, 19:21); Черногория – Венгрия 3:0 (21:17, 22:20, 21:15).
29 июня. Чехия – Венгрия 3:1 (21:11, 22:20, 19:21, 21:12); Испания – Черногория 3:1 (21:19, 24:22, 18:21, 21:18).
30 июня. Венгрия – Испания 0:3 (16:21, 14:21, 10:21); Черногория – Чехия 3:2 (21:16, 16:21, 18:21, 21:18, 18:16).
4-й тур. 5—7 июля.  Опава.
5 июля. Черногория – Испания 3:1 (18:21, 21:17, 23:21, 21:13); Чехия – Венгрия 3:1 (21:16, 12:21, 21:17, 21:15).
6 июля. Испания – Венгрия 3:1 (21:17, 22:20, 16:21, 21:13); Черногория – Чехия 3:2 (21:13, 17:21, 21:19, 17:21, 15:7).
7 июля. Венгрия – Черногория 0:3 (19:21, 15:21, 15:21); Чехия – Испания 3:2 (22:20, 18:21, 21:18, 21:23, 15:12).

### Группа С
| М | Команда  | 1               | 2               | 3               | 4               | И  | В      | П     | С/П   | О  |
| - | -------- | --------------- | --------------- | --------------- | --------------- | -- | ------ | ----- | ----- | -- |
| 1 | Хорватия |                 | 3:1 1:3 3:1 3:1 | 3:1 3:1 3:0 3:0 | 3:1 3:0 3:0 2:3 | 12 | 10 (0) | 2 (1) | 33:12 | 31 |
| 2 | Беларусь | 1:3 1:3 1:3 3:1 |                 | 1:3 3:2 3:1 3:0 | 3:0 1:3 3:1 0:3 | 12 | 6 (1)  | 6 (0) | 23:23 | 17 |
| 3 | Турция   | 1:3 1:3 0:3 0:3 | 1:3 0:3 2:3 3:1 |                 | 3:1 3:0 0:3 3:0 | 12 | 4 (0)  | 8 (1) | 17:26 | 13 |
| 4 | Израиль  | 0:3 3:2 0:3 1:3 | 0:3 3:1 1:3 3:0 | 0:3 3:0 0:3 1:3 |                 | 12 | 4 (1)  | 8 (0) | 15:27 | 11 |

1-й тур. 14—16 июня 2013.  Ровинь.
14 июня. Израиль – Хорватия 0:3 (10:21, 17:21, 17:21); Беларусь – Турция 1:3 (19:21, 17:21, 21:19, 14:21).
15 июня. Хорватия¬ – Турция 3:1 (21:15, 20:22, 21:17, 21:18); Израиль – Беларусь 0:3 (18:21, 18:21, 17:21).
16 июня. Хорватия – Беларусь 3:1 (21:18, 19:21, 21:13, 21:15); Турция – Израиль 3:1 (21:13, 21:16, 15:21, 21:14).
2-й тур. 21—23 июня.  Раанана.
21 июня. Израиль – Хорватия 3:2 (18:21, 15:21, 21:15, 24:22, 15:10); Беларусь – Турция 3:2 (21:11, 13:21, 21:14, 17:21, 15:11).
22 июня. Хорватия – Беларусь 1:3 (18:21, 21:19, 19:21, 18:21); Турция – Израиль 3:0 (22:20, 22:20, 21:18).
23 июня. Хорватия – Турция 3:1 (19:21, 21:14, 21:13, 21:10); Израиль – Беларусь 3:1 (22:24, 21:17, 21:14, 21:17).
3-й тур. 28—30 июня.  Бурса.
28 июня. Хорватия – Турция 3:0 (25:23, 21:15, 21:13); Израиль – Беларусь 1:3 (21:1, 17:21, 21:23, 14:21).
29 июня. Турция – Израиль 0:3 (18:21, 18:21, 17:21); Беларусь – Хорватия 1:3 (21:12, 18:21, 19:21, 25:27).
30 июня. Турция – Беларусь 1:3 (22:20, 18:21, 15:21, 17:21); Хорватия – Израиль 3:1 (19:21, 21:11, 21:12, 21:15).
4-й тур. 5—7 июля.  Могилев.
5 июля. Хорватия – Израиль 3:0 (25:23, 21:10, 21:14); Турция – Беларусь 0:3 (13:21, 19:21, 22:24).
6 июля. Израиль – Беларусь 3:0 (24:22, 21:18, 21:14); Хорватия – Турция 3:0 (25:23, 21:16, 21:13).
7 июля. Беларусь – Хорватия 1:3 (17:21, 21:18, 14:21, 16:21); Израиль – Турция 0:3 (7:21, 17:21, 16:21).

## Финал четырёх
13 – 14 июля.  Мармарис
Участники:
 Бельгия 

 Турция 

 Хорватия 

 Чехия

### Полуфинал
13 июля
Бельгия — Чехия 3:0 (21:17, 21:18, 22:20).
Хорватия — Турция 3:2 (21:15, 10:21, 21:17, 12:21, 15:12).

### Матч за 3-е место
14 июля
Чехия — Турция 3:1 (21:16, 21:19, 17:21, 21:16).

### Финал
14 июля
Бельгия — Хорватия 3:0 (21:14, 21:14, 21:14).

## Итоги

### Положение команд
| Бельгия       |
| Хорватия      |
| Чехия         |
| 4. Турция     |
| 5. Черногория |
| 6. Словакия   |
| 7. Беларусь   |
| 8. Испания    |
| 9. Австрия    |
| 10. Израиль   |
| 11. Дания,    |
| 12. Венгрия   |

### Призёры
Бельгия: Брам ван ден Дрис, Сэм Деро, Питер Колман, Стейн Дейонкхере, Кевин Клинкенберг, Гертъян Клас, Симон ван де Ворде, Маттейс Верханнеман, Герт ван Валле, Хендрик Турлинкс, Стейн д’Хюлст, Маттиас Валкирс. Главный тренер — Доминик Байенс.  
  Хорватия: Тимофей Жуковский, Матия Сабляк, Дарко Ноич, Никола Щербаков, Иван Раич, Свен Сарчевич, Марко Седлачек, Иван Чосич, Младен Юрчевич, Фран Петерлин, Горан Ишек, Иван Тропан. Главный тренер — Игор Симунчич. 
  Чехия: Рихард Маулер, Ондрей Боула, Томаш Хыски, Алеш Голубец, Вацлав Копачек, Адам Зайичек, Михал Кришко, Адам Бартош, Томаш Широки, Лукаш Тихачек, Михал Фингер, Давид Юрачка. Главный тренер — Стюарт Бернард.

### Индивидуальные призы
MVP:  Брам ван ден Дрис
Лучший нападающий:  Михал Фингер
Лучший блокирующий:  Томаш Широки
Лучший на подаче:  Тимофей Жуковский
Лучший на приёме:  Адам Бартош
Лучший связующий:  Маттиас Валкирс
Лучший либеро:  Стейн Дейонкхере
Самый результативный:  Иван Раич